# Łukasz Surma
Łukasz Surma (* 28. Juni 1977 in Krakau) ist ein ehemaliger polnischer Fußballspieler und heutiger Trainer. Er ist mit 559 absolvierten Partien Rekordspieler der heimischen Ekstraklasa.

## Vereinskarriere
Surma begann seine Karriere in seiner Geburtsstadt bei Wisła Krakau. In der Saison 1996/97 debütierte er für den Verein in der Ekstraklasa. 1998 wechselte er zum Rekordmeister Ruch Chorzów. Hier wurde er zum Stammspieler. Zur Rückrunde der Saison 2002/03 wurde er vom polnischen Club KP Legia Warschau verpflichtet. Hier avancierte er im Laufe der Jahre zum Kapitän der Mannschaft und Nationalspieler. Zur Saison 2007/08 wechselte er ins Ausland nach Israel zu Maccabi Haifa. Hier absolvierte er verletzungsbedingt nur ein Saisonspiel und wechselte zur Rückrunde zum Ligakonkurrenten Hapoel Bnei Sakhnin. Hier absolvierte er 30 Ligaspiele. 2008 wechselte er nach Österreich zum VfB Admira Wacker Mödling. Nach sechs Spielen in Mödling kehrte er nach Polen zurück und unterschrieb im Januar 2009 einen Vertrag bei Lechia Gdańsk. Dort wurde er 2010 zum Nachfolger des zum Nieciecza KS gewechselten Kapitän Karol Piątek ernannt. Insgesamt absolvierte Surma in fünf Spielzeiten 125 Ligaspiele für Lechia und erzielte drei Tore. Zur Saison 2013/14 ging er zu seinem ehemaligen Verein Ruch Chorzów zurück. Seine Karriere beendete er im Sommer 2018 als Spielertrainer beim Fünftligisten Watra Białka Tatrzańska.

## Nationalmannschaft
Łukasz Surma spielte von 2002 bis 2003 fünfmal für die polnische Nationalmannschaft.

## Erfolge
- Polnischer Meister: 2006
- Israelischer Ligapokalsieger: 2008
- Rekordspieler der polnischen Ekstraklasa mit 559 Partien